# Tosiwo Nakayama
Tosiwo Nakayama (Chuuk, 23 de novembro de 1931 — Havaí, 29 de março de 2007) foi o primeiro presidente dos Estados Federados da Micronésia. Ele teve quatro mandatos, que foram de 1979 até 1987.
Em 1947, o território dos Estados Federados da Micronésia integraram o Território Tutelado das Ilhas do Pacífico, sob administração dos Estados Unidos, quando em 1979 os quatro estados que compõem o país se uniram para formar o novo país, sendo que Nakayama se tornou o primeiro presidente. Antes de Nakayama ser presidente do país ele era presidente do Congresso da Micronésia, quando se tornou presidente ele formou seu gabinete, estabeleceu um sistema judicial, para a criação de leis para o novo país. Em seu governo foi elaborado a constituição do país.
Funcionários do governo do país dos Estados Federados da Micronésia anunciaram sua morte. Nenhuma causa foi dada imediatamente, mas Bethwel Henry, um ex-colega legislativo disse que Nakayama estava doente há algum tempo. Nakayama morreu aos 75 anos, em 29 de maio de 2007 no Hawaii Medical Center West em Ewa Beach, no Havaí. Possuía descendência japonesa pela parte paterna, e também foi irmão do embaixador do Japão, Masao Nakayama. O presidente Manny Mori declarou que via as ações do presidente Nakayama e do governador John Mangefel como "conquistas exemplares dos líderes simples e humildes da Micronésia".